# Валерьяновка (Харьковская область)
Валерьянивка (укр. Валер'янівка), село, 
Островщинский сельский совет,
Близнюковский район,
Харьковская область.
Код КОАТУУ — 6320684803. Население по переписи 2001 г. составляет 133 (59/74 м/ж) человека.

## Географическое положение
Село Валерьянивка находится в 3 км от села Серафимовка и в 4 км от села Островщина.
Село расположено на склоне небольшой балки, по которой протекает пересыхающий ручей с несколькими запрудами.

## История
- 1902 — дата основания.
- 2025 - название села исправили с Валерьяновка на Валерьянивка.

## Экономика
- В селе есть молочно-товарная ферма, машинно-тракторные мастерские.